# ナショナル・ボード・オブ・レビュー賞 (1938年)
第10回ナショナル・ボード・オブ・レビュー賞は、1938年12月15日に発表された。

## 受賞一覧

### 作品賞(トップ10)
- 『城砦』 The Citadel
  - 『白雪姫』 Snow White and the Seven Dwarfs
  - Vessel of Wrath[2]
  - Owd Bob[3]
  - Sing You Sinners
  - The Edge of the World
  - Of Human Hearts
  - 『黒蘭の女』 Jezebel
  - South Riding
  - 『三人の仲間』 Three Comrades

### 外国語映画賞(トップ6)
- 『大いなる幻影』 La Grande Illusion フランス
  - 『バレリーナ』 イギリス
  - 『舞踏会の手帖』 Un Carnet de Bal フランス
  - La guerre des gosses フランス
  - Pyotr pervyy I ソビエト連邦
  - Professor Mamlock ソビエト連邦

### 最優秀演技賞
- リュー・エアーズ - 『素晴らしき休日』
- ピエール・ブランシャール、アリ・ボール、ルイ・ジューヴェ、レイミュ - 『舞踏会の手帖』
- ジェームズ・キャグニー - 『汚れた顔の天使』
- ジョセフ・カレイア - 『カスバの恋』
- チコ - 『The Adventures of Chico』
- ロバート・ドーナット - 『城砦』
- ウィル・ファイフェ - 『Owd Bob』
- ピエール・フレネー、ジャン・ギャバン、ディタ・パルロ、エリッヒ・フォン・シュトロハイム - 『大いなる幻影』
- ジョン・ガーフィールド - 『四人の姉妹』
- ウェンディ・ヒラー - 『ピグマリオン』
- チャールズ・ロートン、エルザ・ランチェスター - 『Vessel of Wrath』
- ロバート・モーレイ - 『マリー・アントアネットの生涯』
- ラルフ・リチャードソン - 『South Riding』、『城砦』
- マーガレット・サラヴァン - 『三人の仲間』
- スペンサー・トレイシー - 『少年の町』

## 参考
1. ↑  “1938 Award Winners”. 2013年10月14日閲覧。
2. ↑  別題:The Beachcomber
3. ↑  別題:To the Victor